# Lymantria pelospila
Lymantria pelospila är en fjärilsart som beskrevs av Turner 1915. Lymantria pelospila ingår i släktet Lymantria och familjen tofsspinnare. Inga underarter finns listade i Catalogue of Life.